# 쩔어 (방탄소년단의 노래)
《쩔어》는 방탄소년단의 세 번째 미니 음반의 수록곡이자 타이틀곡 "I NEED U"에 이은 후속곡이다. 2015년 4월 29일에 발표하였으며, 6월 23일부터 후속곡 활동을 시작했다.

## 해석
가사 부분을 확인하면, 네가 클럽에서 놀 때 난 밤새 일했다는 내용이 있다. 즉, 방탄소년단의 노력을 표현하는 곡이다.

## 차트
| 차트                    | 최고순위 |
| ----------------------- | -------- |
| 가온 주간 디지털 차트   | 44       |
| 가온 주간 다운로드 차트 | 27       |
| 가온 주간 스트리밍 차트 | 86       |
| 가온 주간 BGM 차트      | 46       |